# Повжане
Повжане (словен. Povžane, итал. Patisane) је насељено место у општини Хрпеље-Козина, Обално-крашка регија, Словенија.

## Историја
До територијалне реорганизације у Словенији биле су у саставу старе општине Сежана.

## Становништво
У попису становништва из 2011. године, Повжане су имале 107 становника.
| Број становника према пописима | Број становника према пописима | Број становника према пописима |
| ------------------------------ | ------------------------------ | ------------------------------ |
| 1991                           | 2002                           | 2011                           |
| 95                             | 101                            | 107                            |